# Charles Éléonor Dufriche-Valazé
Pour les articles homonymes, voir Dufriche.
Charles Éléonor Dufriche de Valazé, dit Dufriche-Valazé ou Valazé, né le 23 janvier 1751à Alençon et mort par suicide le 30 octobre 1793 à Paris, est un juriste et un homme politique français de la Révolution.
Élu député de l’Orne à la Convention nationale en septembre 1792, il siège avec les Girondins et meurt victime de leur défaite en juin 1793 face aux Montagnards et à la Commune de Paris. 

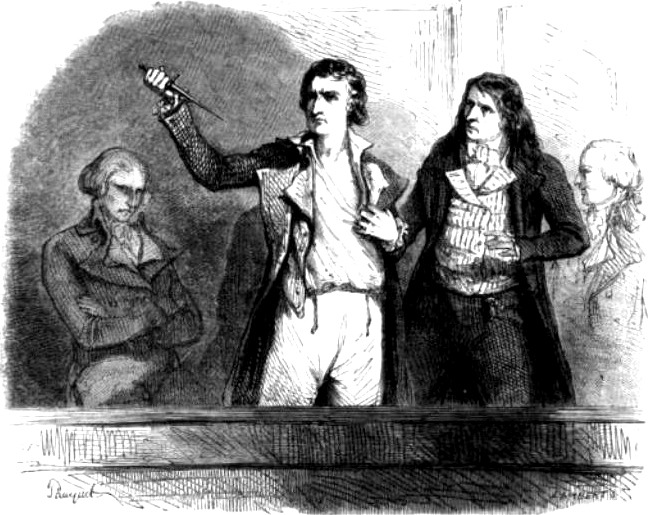
Dufriche-Valazé se poignardant en pleine audience du Tribunal révolutionnaire, à la lecture du verdict le condamnant à mort. Gravure du XIXe siècle.

Condamné à mort le 30 octobre 1793, il se la donne lui-même immédiatement, en plein Tribunal révolutionnaire.

## Biographie

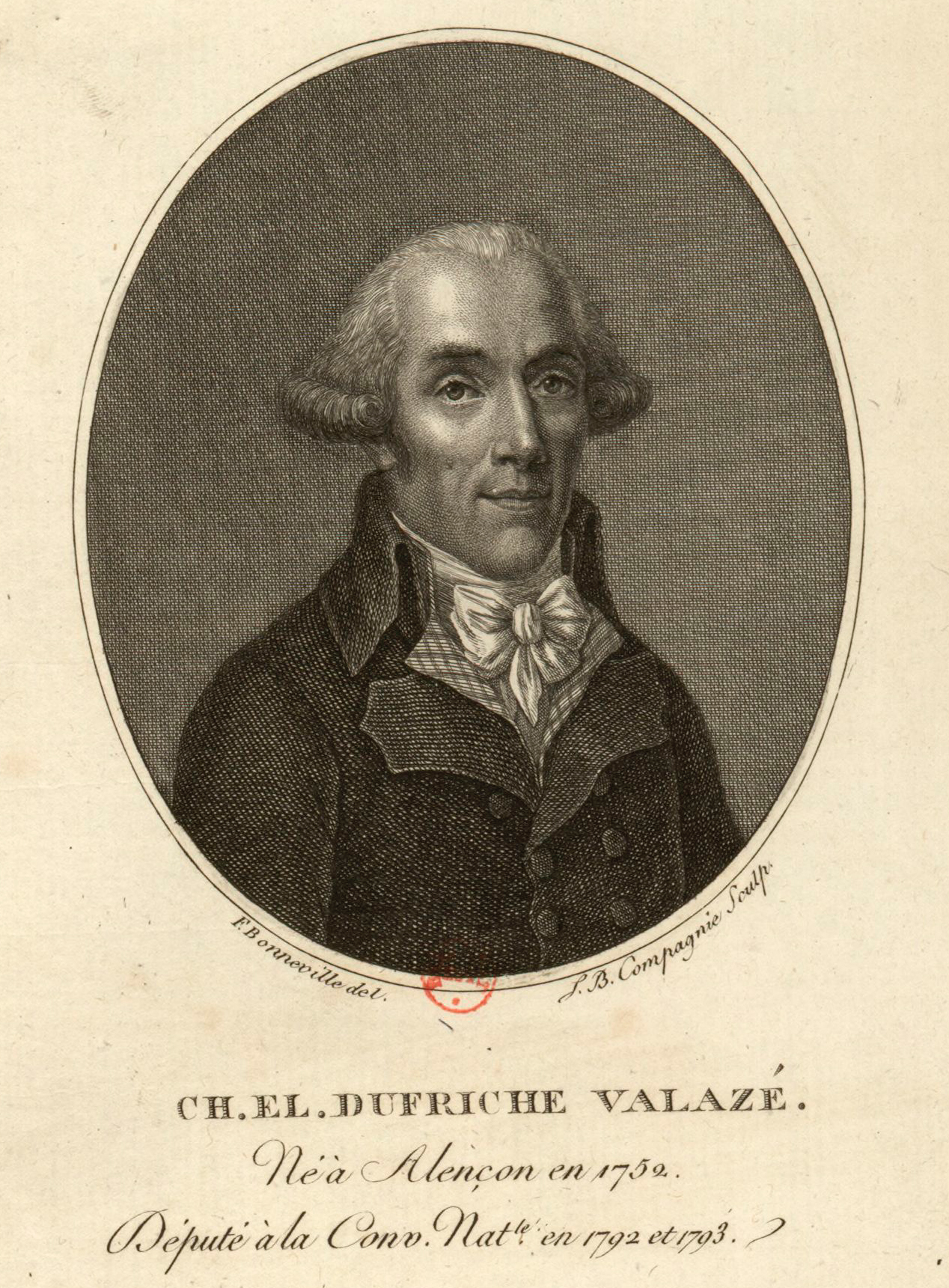
Charles Éléonor Dufriche-Valazé, estampe de François Bonneville, Paris, BnF, département des estampes, 1796.

### Origines familiales et formation
Il est « le septième fils de Me Nicolas Dufriche, sieur des Genettes, avocat au bailliage et siège présidial [d'Alençon], et, précédemment, subdélégué, en la résidence de Sées, de Monseigneur l'Intendant de la Généralité d'Alençon » : son père, juriste, occupe aussi un emploi dans l'administration royale des généralités.
Sa mère est Françoise Le Sergent, qui est la seconde épouse de Nicolas Dufriche. 
Il est l'oncle de l'abbé Charles-Éléonore Dufriche-Desgenettes, fondateur de la confrérie du Très-Saint et Immaculé Cœur de Marie.

### Sous l'Ancien Régime
Il est un moment officier dans l'armée, puis devient avocat.
En 1784, Valazé publie un Traité des lois pénales. Il s’occupe aussi d’économie politique et d’agronomie.

### Période de la monarchie constitutionnelle (1789-1792)
Au début de la Révolution (1789), il devient administrateur du district d’Alençon. 
Lorsque la situation se dégrade, il se fait remarquer par ses propos antimonarchiques, demandant la déchéance du roi après l'épisode de la fuite à Varennes.

### Période de la République (1792-1793)
Le 10 août 1792, les jacobins et les sans-culottes lancent l'insurrection qui aboutit à la chute de Louis XVI, incarcéré le 13 août au Temple. L'Assemblée législative se dissout et des élections pour une nouvelle assemblée constituante ont lieu en septembre : la Convention nationale.

#### Député proche des Girondins
Il est élu député de l’Orne (premier de la liste). La Convention tient sa première séance le 21 septembre (lendemain de la victoire de Valmy) et vote l'abolition de la royauté en France. 
Valazé, lié avec Vergniaud, siège avec les Girondins, qui dominent l'assemblée dans une première période, face aux Montagnards. Mais il existe un autre pouvoir, celui de la Commune de Paris, dont le pouvoir est fondé sur les sans-culottes des sections parisiennes et sur la Garde nationale de Paris, commandée par Santerre. 
Valazé participe avec les Girondins aux premières attaques contre  la Commune de Paris, qu'ils considèrent comme responsable des massacres de Septembre.

#### Le procès de Louis XVI
Un peu plus tard se pose la question du destin de « Louis Capet ». En novembre, il est décidé qu'il peut être jugé par la Convention.
Le 6 décembre 1792, la Convention met en place une commission dite « Commission des Vingt-Un », dont Valazé est le rapporteur, chargée de présenter la liste des chefs d'accusation contre le roi déchu et des questions à lui poser au roi lors de son procès. Valazé demande le transfert à la Convention des documents détenus par le comité de surveillance de la Commune de Paris. Il fait un rapport sur les crimes du roi et demande un décret d’accusation contre Pache, ministre de la guerre.[pas clair]
Lors du verdict, prononcé par vote nominal et public de chaque député entre le 15 et le 19 janvier 1793, il vote pour :
- la culpabilité du roi,
- la ratification du verdict de la Convention par le peuple (c'est-à-dire un référendum),
- la mort avec sursis à l’exécution jusqu’à ce qu’il ait été prononcé sur le sort de la famille de Louis Capet
- le sursis.

Le résultat du vote de verdict est : 366 pour la mort immédiate ; 34 pour la mort avec sursis (voix girondines) ; 321 contre la mort. Louis, condamné à la mort immédiate par une assez faible majorité, est exécuté le 21 janvier. C'est clairement une victoire pour les Montagnards, qui ont reçu sur ce point l'appui d'une partie de la Plaine, notamment celui de Barère, député des Basses-Pyrénées.
Désormais, les Girondins sont sur la défensive, d'autant plus que la guerre prend une tournure nouvelle avec l'entrée dans la première coalition de plusieurs pays européens, dont la Grande-Bretagne, aux côtés de l'Autriche et de la Prusse et le soulèvement de la Vendée en mars.

#### Attaques contre les Montagnards (printemps 1793)
Ardent adversaire de Marat, il provoque sa mise en accusation[Quand ?], ce qui lui vaut d’être dénoncé par les sections de Paris et par Marat lui-même. 
Il se prononce pour le rapport du décret qui a cassé la Commission des Douze la veille.[pas clair]
Le 31 mai, il demande un décret d’arrestation contre Hanriot, nouveau commandant en chef de la garde nationale parisienne après le départ de Santerre en Vendée.

#### La défaite des Girondins et la mort au Tribunal révolutionnaire
Le 2 juin 1793, une journée révolutionnaire dresse la Garde nationale contre l'Assemblée. Sous la menace des canons, l'Assemblée cautionne l'arrestation des députés Girondins, dont Valazé.
Le groupe est décrété d’accusation le 28 juillet 1793 et comparait devant le Tribunal révolutionnaire du 24 au 30 octobre 1793. Le verdict, prononcé à 22 heures, les condamne à mort. 
Ne voulant pas monter sur l’échafaud, Dufriche-Valazé tire de sa poche un stylet dissimulé dans ses vêtements et se l’enfonce dans le cœur en pleine audience, après la lecture du verdict. « Eh ! quoi ? Tu trembles ? », lui aurait demandé Brissot. « Non, je meurs », lui aurait répondu Valazé.
Le tribunal ordonne que le cadavre de Valazé sera tout de même placé dans la charrette transportant ses coaccusés vers l'échafaud et qu'il sera ensuite inhumé dans la même sépulture que ses complices.

## Mariage et descendance
Il laisse un fils, Éléonor-Zoa, qui deviendra général de division du génie. 

## Les affiches d'Alençon (1966)
En 1966, la rénovation de l’Hôtel de ville d’Alençon permet la découverte dans le plafond d'une salle de 297 affiches de Dufriche-Valazé, datées de 1793, sur lesquelles on peut lire : « Je suis arrêté sans savoir pourquoi, sans même avoir de dénonciateur »[pas clair].

## Publications
- Lois pénales, dédiées à Monsieur, frère du Roi, Alençon, Imprimerie de Malassis le jeune, 1784, in-8°, 420 p.
- À mon fils, Alençon, Malassis le jeune, 1785, in-8°.
- Défense de Valazé, trouvée dans son cachot, Paris, Gorsas, an III, in-8° de 80 p., publié par Pénières[pas clair].